# Crossac
Crossac är en kommun i departementet Loire-Atlantique i regionen Pays de la Loire i nordvästra Frankrike. Kommunen ligger i kantonen Pontchâteau som tillhör arrondissementet Saint-Nazaire. År 2022 hade Crossac 2 985 invånare.

## Befolkningsutveckling
Antalet invånare i kommunen Crossac
| Referens: INSEE |